# أم نير
أم نير قرية سورية تتبع ناحية كفرنبل في منطقة معرة النعمان في محافظة إدلب. بلغ عدد سكانها 315 نسمة في عام 2004 حسب إحصاء المكتب المركزي للإحصاء.